# Гамильтон (Бермуды)
Га́мильтон (англ. Hamilton) — административный центр Бермуд. Несмотря на наличие округа под тем же названием, город Гамильтон относится к округу Пембрук. Город назван в честь сэра Генри Гамильтона — губернатора в период с 1778 по 1794 год. К этому времени округ Гамильтон уже существовал.

## История

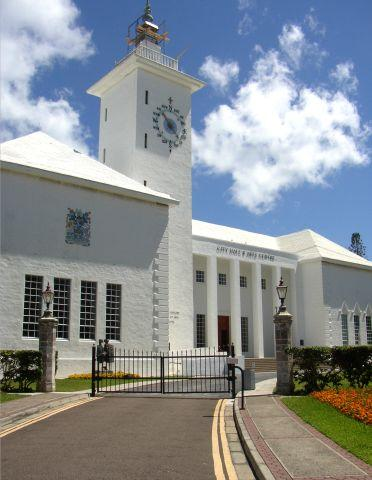
Здание муниципалитета г. Гамильтон, ныне - Национальный музей.

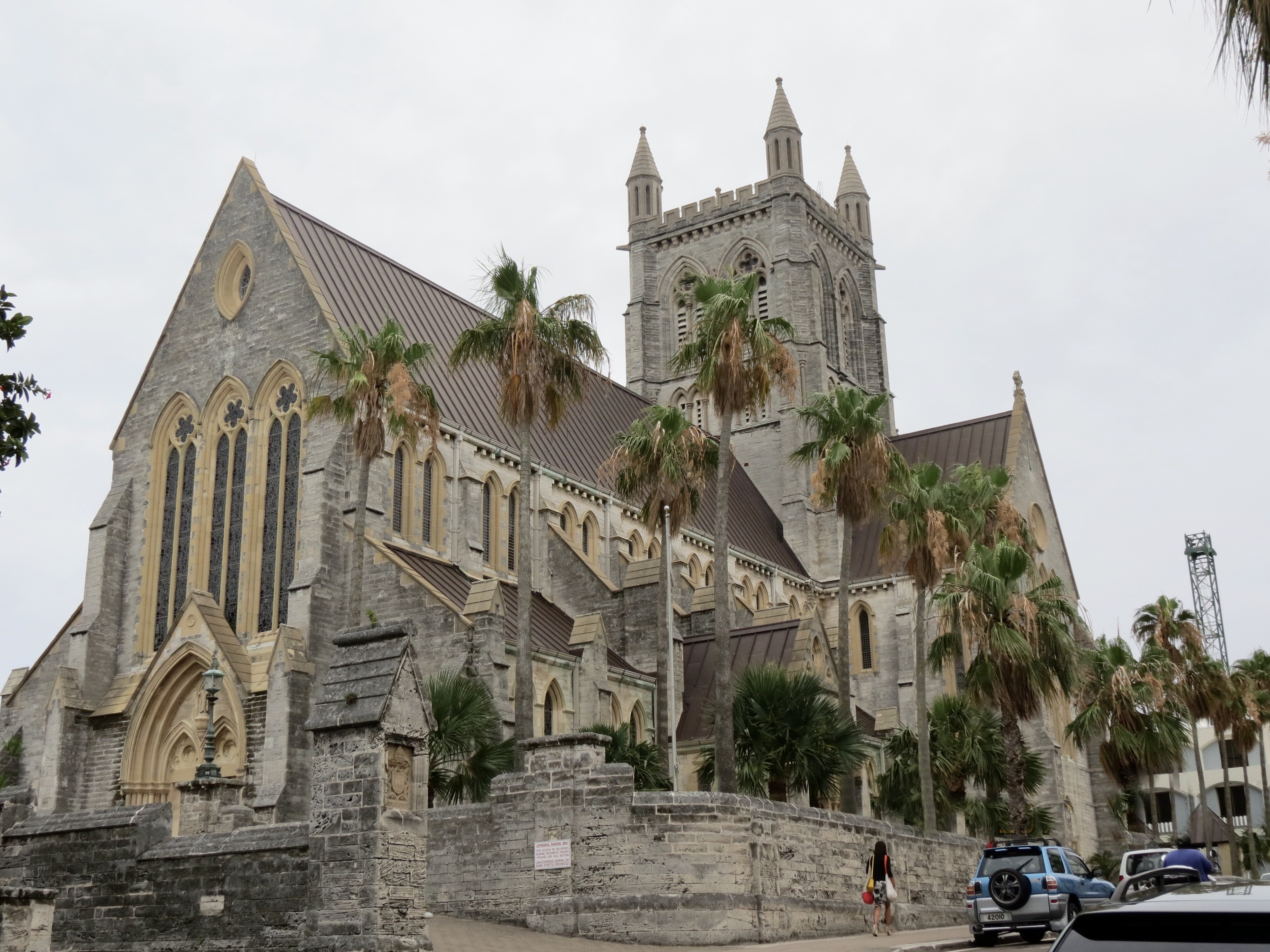
Собор Святой Троицы

История Гамильтона началась в 1790 году, когда Правительство Бермуд зарезервировало 587 тыс. м² (145 акров) земли под свою будущую резиденцию, которая была официально учреждена в 1793 году парламентским актом. Город был назван по имени губернатора Генри Гамильтона (ок.1734 – 1796). Административный центр колонии был перенесён в Гамильтон из Сент-Джорджа в 1815 году. Городок Гамильтон стал городом после сооружения в нём собора г. Гамильтон (англиканская церковь) в 1897 году. Позднее был построен католический собор. Сегодня гамильтонский порт в основном окружает деловой район, преимущественно застроенный офисными зданиями и магазинами.

## Население
Несмотря на то, что Гамильтон является административным центром Бермудских островов, его постоянное население насчитывает всего 1010 жителей (2010), хотя по некоторым оценкам оно составляет 1500 человек. Гамильтон является единственным официальным городом на Бермудах, но фактически он гораздо меньше исторического города Сент-Джордж.

## Климат
Ввиду островного положения, географической широты на уровне «конских» широт, а также активного омывания циклонами со стороны Атлантического океана, Гамильтон имеет тропический океанический климат с почти равномерными обильными осадками (немного меньше их только в апреле-мае и немного больше в октябре, в остальные месяцы 100—120 мм). Межсезонные колебания очень невелики.
| Показатель                    | Янв. | Фев. | Март | Апр. | Май | Июнь | Июль | Авг. | Сен. | Окт. | Нояб. | Дек. | Год  |
| ----------------------------- | ---- | ---- | ---- | ---- | --- | ---- | ---- | ---- | ---- | ---- | ----- | ---- | ---- |
| Средний суточный максимум, °C | 20   | 20   | 20   | 21   | 23  | 27   | 29   | 30   | 28   | 26   | 23    | 21   | 24   |
| Средняя температура, °C       | 18   | 17   | 18   | 19   | 22  | 25   | 27   | 27   | 26   | 24   | 21    | 19   | 22   |
| Средний суточный минимум, °C  | 16   | 15   | 15   | 17   | 20  | 22   | 25   | 25   | 24   | 22   | 19    | 17   | 20   |
| Норма осадков, мм             | 120  | 110  | 100  | 80   | 70  | 120  | 110  | 120  | 120  | 160  | 100   | 110  | 1400 |
| Источник: Weatherbase         |      |      |      |      |     |      |      |      |      |      |       |      |      |

## Экономика
Город служит штаб-квартирой компании Accenture (бывшая «Андерсен Консалтинг»), компании Bacardi. Также здесь зарегистрированы компании ACE Ltd., SVP Worldwide и др. Здесь же держит номинальный офис компания Tyco International.
В середине 2022 года Гамильтон занял первое место в рейтинге самых дорогих городов по стоимости жизни согласно сервису баз данных Numbeo.

## Культура
В Гамильтоне находится Национальная библиотека Бермудских островов.

## Интересные факты
Гамильтон является антиподом города Перт (Австралия).